# Joan Cortada i Sala
Joan Cortada i Sala, span.: Juan Cortada y Sala, (* 21. März 1805 in Barcelona; † 9. Juli 1868 Sant Gervasi de Cassoles, 1897 nach Barcelona eingemeindet) war ein katalanischer Schriftsteller der Romantik und Geschichtswissenschaftler. Als Schriftsteller benutzte er vor allem die spanische Sprache. In seinen historischen Romanen und Novellen trat er aber inhaltlich entschieden für die katalanische Sprache und Kultur ein.

## Biographie
Nachdem ihr Mann früh verstorben war, floh Joan Cortadas Mutter während des Spanischen Unabhängigkeitskrieges mit ihrem Sohn nach Palma de Mallorca. Dort starb sie 1812. Der so früh verwaiste Junge wuchs bei seinem Onkel auf, der Domherr der Kathedrale von Tarragona war. Später studierte Cortada Philosophie am Tridentinischen Seminar in Tarragona und Recht an den Universitäten Cervera und Barcelona. Erst im Jahr 1860 erwarb er das Lizentiat in Zivil- und kanonischem Recht und 1867 das Lizentiat für Philosophie und Geisteswissenschaften an der Universität Barcelona. Von 1828 bis 1840 arbeitete er zunächst als Fiskalagent am Gerichtshof von Barcelona. Danach widmete er sich der Unterrichtstätigkeit und den Geisteswissenschaften. Er lehrte als Dozent Geschichtswissenschaft an der Universität Barcelona und an einem Gymnasium in Barcelona, an dem er ab 1860 auch die Schulleitung übernahm. Ab 1835 war Cortada Mitglied Acadèmia de Bones Lletres in Barcelona. Darüber hinaus war er Bibliothekar und führender Mitarbeiter für die Wiederherstellung alter Bücher in einem Museum. Zudem war er Mitglied der Academia de la Historia von Madrid und ab 1839 Präsident der Societat Econòmica Barcelonesa d’Amics del País (Barceloneser Wirtschaftsgesellschaft der Freunde des Landes). 1843 wurde er als Abgeordneter in die Cortes von Tarragona gewählt.
Er schrieb sechs romantische Romane in spanischer Sprache, von denen einige katalanische Themen behandelten (beispielsweise Las revueltas de Cataluña oder El bastardo de Entença, 1838). Er verfasste moralisierende Erzählungen wie El libro de la familia (1864). Er veröffentlichte in den Zeitungen Diario de Barcelona (unter dem Pseudonym Abén-Abudema) und El Telégrafo (unter dem Pseudonym Benjamín) sozialkritische Milieuschilderungen. Diese Zeitschriftenartikel wurden posthum unter dem Titel Articulos (1890) veröffentlicht. Sein interessantestes Werk ist Cataluña y los Catalanes (1860). Dieses Werk besteht aus einer Sammlung von Artikeln, die er 1859 für El Telégrafo geschrieben hatte. In diesem Sammelwerk wird erstmals das Vorgehen der Katalanen in der Geschichte gerechtfertigt. Hier wird der Regionalismus erstmals als politischer Wert aus sich heraus qualifiziert. Eine katalanischsprachige Veröffentlichung in der Wochenzeitschrift La Barretina von 1868 führte zum Veröffentlichungsverbot dieser Zeitung durch die spanische Regierung. Als Geschichtswissenschaftler veröffentlichte Cortada eine Geschichte Spaniens (1841), eine Geschichte Portugals (1844) und Proceso instruido contra Juan Sala y Serralonga (1868, Strafprozess gegen den Bandenführer Juan Sala y Serralonga). In diesen Werken entkleidete er das historische Geschehen dem jeweiligen romantischen Mythos zu Gunsten der eher harten Realität. Er schrieb Opernlibrettos wie Arnaldo de Erill. Dieses Werk wurde von Nicolau Guanyabens 1859 im Liceu von Barcelona uraufgeführt. Zudem schuf er zahlreiche literarische Übersetzungen von französisch- (George Sand und Eugène Sue) und italienischsprachiger Literatur (Tommaso Grossi, Massimo d’Azeglio). Zusammen mit Josep de Manjarrés i Bofrull veröffentlichte er 1848 unter dem Pseudonym Juan y José El libro verde de Barcelona, Anekdoten und Sitten aus Barcelona. Viaje á la isla de Mallorca en el estio de 1845, das 1845 veröffentlichte Tagebuch einer Mallorca-Reise Cortadas, ist kulturgeschichtlich interessant, weil es eine bereits zu diesem Zeitpunkt voll ausgeprägte romantische Wahrnehmung der Insel belegt, die vom landschaftlichen Interesse der Einheimischen getragen ist.
Cortada trat immer entschieden für die katalanische Sprache ein, obwohl die Anzahl seiner literarischen Werke in katalanischer Sprache sehr begrenzt ist. Er hatte die gedichtartige Novelle La fuggitivia von Tommaso Grossi als La noia fugitiva (1834, Das fliehende Mädchen), eine Liebesgeschichte aus der Zeit der Franzosenkriege, ins Katalanische übertragen. Ein weiteres literarisches Dokument in katalanischer Sprache ist seine Präsidentenrede für die Jocs Florals von 1864 in Barcelona. Er hatte sich mit Vehemenz für die Wiedereinführung des mittelalterlichen Dichterwettbewerbs der Jocs Florals starkgemacht. Im Jahr 1839 ließ er die ersten katalanischsprachigen Gedichte von Joaquim Rubió i Ors in der Zeitschrift Diario de Barcelona veröffentlichen. Er stärkte die katalanische Sprache auch durch seine Mitarbeit am Diccionari quintilinguë (1839, Katalanisch-Kastilisch-Lateinisch-Französisch-Italienisches Wörterbuch in vier Bänden). Von 1842 bis 1848 erstellte er zusammen mit Lluís Bordas und Miquel Anton Martí die 2. Auflage dieses Diccionari quintilingüe in drei Bänden.  Auf indirekte Weise und dennoch immer sehr entschieden stützte Cortada so die Bewegung für die katalanische Kultur in seiner Zeit. Cortada i Sala starb 1868 in Sant Gervasi de Cassoles, wo er auch im Cementiri de Sant Gervasi seine letzte Ruhe fand.